# Maud Hawinkels
Maud Hawinkels (Echt, 24 september 1976) is een Nederlands televisiepresentatrice.

## Loopbaan
Hawinkels werd geboren in Echt en groeide op in Genhout. Ze werkte als geluidsvrouw en begon aan een opleiding tot cameravrouw. Deze brak ze af om voor de VARA de programma's Honk en FF wat Anders te gaan presenteren. Ze leverde bijdragen aan Kinderen voor Kinderen en aan het programma De Gids. Vervolgens ging ze voor Net5 werken. Ze was verslaggeefster van Beauty & Zo en presenteerde We zijn zo terug en De Mannen van Mijn Leven. Het laatste programma werd wegens teleurstellende kijkcijfers geschrapt. Voor Omroep Brabant presenteert ze de programma's Dagtripper, Zinderend Zuiden, Natuurrijk en Carnaval en Route. Ook presenteerde ze het programma "Wegwijs.tv" voor regionale omroep L1.
Daarnaast heeft ze commercials ingesproken en enige tijd een radioprogramma gepresenteerd op NPO 3FM.
Willem Nijholt (1980, 1981) · Leoni Jansen (1982) · Willem Ruis (1983, 1984) · Edwin Rutten (1985, 1986) · Ati Dijckmeester (1985, 1986) · Ron Brandsteder (1987) · Simone Kleinsma (1987) · Sonja Barend (1988) · Herman van Veen (1990) · Youp van 't Hek (1991) · Sylvia Millecam (1992) · Erik van Muiswinkel (1992) · Henk Westbroek (1992) · Coen Flink (1993) · Frank Groothof (1994) · Willem Ekkel (1994) · Peter Tuinman (1994) · Harry van Rijthoven (1994) · Carola Hamer (1994) · Paul de Leeuw (1995, 1996) · Menno Bentveld (1997) · Joep Onderdelinden (1998, 2020) · Marcel Faber (1998) · Aldith Hunkar (1999) · Marscha de Haan (2000) · Neel Brands (2000) · Maud Hawinkels (2001) · Klaas van der Eerden (2002, 2003, 2004) · Claudia de Breij (2004, 2005, 2009, 2012) · Jochem Myjer (2006) · Isolde Hallensleben (2007) · Jack van Gelder (2008) · Ali B (2008) · Frank Evenblij (2009) · Sara Kroos (2011) · Lex Uiting (2013, 2014, 2015, 2016, 2017) · Dolores Leeuwin (2013) · Dieuwertje Blok (2014) · Milouska Meulens (2015) · Anne Appelo (2018, 2019, 2020) · Pepijn Gunneweg (2018, 2019) · Plien van Bennekom (2020) · Kiefer Zwart (2020) · Ridder van Kooten (2020, 2021) · Esmée van Kampen (2021) · André Dongelmans (2021) · Jurre Geluk (2023)